# 沼津村
沼津村（ぬまづむら）は、長崎県壱岐郡にあった村。1955年（昭和30年）に武生水町、初山村、柳田村、志原村、渡良村と合併し、郷ノ浦町となった。
現在の壱岐市郷ノ浦町の北部にあたる。

## 地理
壱岐島の西部に位置する。
- 島嶼：火島、牛島、蛇島、阿瀬島、黒瀬島、アカガ島、タコ島
- 半島：黒崎半島
- 港湾：半城湾、片苗湾、唐船湾、母ヶ浦、森ノ浜港

## 沿革
平安時代中期に編纂された『和名類聚抄』によれば、壱岐島石田郡五郷の1つとして当村域の一帯を「沼津郷」と称したとされ、沼津村の名はこの郷名より名付けられた。江戸時代には長峰村や黒崎村のほか、黒崎村の枝村として「小牧村」が存在していたが、幕末頃までに黒崎村の一部に含まれたものとみられる。
- 1889年（明治22年）4月1日 - 町村制施行により、長峰村・黒崎村が合併し石田郡沼津村が発足。
- 1896年（明治29年）4月1日 - 郡制施行により、壱岐郡と石田郡が合併し改めて壱岐郡が発足[3]。同日より沼津村は壱岐郡の管轄となる。
- 1955年（昭和30年）
  - 2月1日 - 鯨伏村との間の境界変更[4]。
  - 2月11日 - 武生水町・初山村・柳田村・志原村・渡良村と合併して郷ノ浦町が発足し、沼津村は自治体として消滅。

## 地名
沼津村では大字（長峰・黒崎）を冠称した触を行政区域とする。
大字長峰（ながみね）
- 有安触
- 東触[6]
- 本村触[7]

大字黒崎（くろさき）
- 里触
- 新田触
- 西触[8]
- 東触[9]